# Мительман, Мордух Израилевич
Мордух Израилевич Мительман (также Матвей Израилевич; 1904, Екатеринослав — 1941, Чаща, Ленинградская область) — советский историк, журналист. Кандидат исторических наук.

## Биография
Родился в Екатеринославе. Работал разметчиком на Кировском заводе, журналистом в различных ленинградских изданиях, был секретарём оргкомитета по созданию единой писательской организации в Ленинграде. Научный сотрудник Ленинградского института истории ВКП(б). Вместе с сотрудником заводской многотиражной газеты «Кировец» Б. Д. Глебовым и писателем А. Г. Ульянским в 1934 году организовал проект сбора материалов по истории Путиловского завода, увенчавшийся выходом в 1939 году первого тома «Истории Путиловского завода».
Автор трудов по истории революционного движения в России, монументальной «Истории Путиловского завода» (1939—1961, несколько переизданий).
С начала Великой Отечественной войны — в народном ополчении, старший политрук 1-го стрелкового полка 1-й Ленинградской стрелковой дивизии народного ополчения — Кировского района на Ленинградском фронте; погиб на Пулковских высотах (по другим данным — пропал без вести).

## Монографии
- Октябрьское вооруженное восстание в Петрограде в 1917 г. Государственное издательство политической литературы, 1938.
- Иван Иванович Газа: биографический очерк. Газетно-журнальное и книжное издательство Ленинградского Совета РК и КД, 1939 (2-е изд. — 1947).
- История Путиловского завода. М.—Л.: Соцэкгиз, 1939 (2-е издание — Л.: Госполитиздат, 1941). — 756 с.
- 1917 год на Путиловском заводе. Л.: Лениздат, 1939. — 232 с.
- Нарвская застава — Кировский район. Л.: Лениздат, 1939.
- Борьба партии большевиков за упрочение советской власти (1917—1918 гг.). М.: Политиздат при ЦК ВКП(б), 1940.
- Первая петербургская маёвка: К 50-летию маёвки 1891 года. Ленинградский институт истории ВКП (б). Л.: Лениздат, 1941.
- Путиловский бронепоезд № 6. Ленинградский Институт истории ВКП (б). Л.: Лениздат, 1941.
- История Путиловского завода, 1801—1917. Институт истории партии при Ленинградском обкоме КПСС. 3-е изд. М.: Соцэкгиз, 1961. — 720 с.
- История Кировского завода, 1917—1945 (с соавторами). Ленинградский обком КПСС. Институт истории партии Ленинградского обкома КПСС. Л.: Мысль, 1966. — 736 с.